# مزرعه چاه مهدی
مزرعه چاه مهدی، روستایی در دهستان استبرق از توابع بخش مرکزی شهرستان شهربابک در استان کرمان است.